# Álvaro Magalhães
Álvaro Monteiro Magalhães (Lamego, 3 gennaio 1961) è un allenatore di calcio ed ex calciatore portoghese, di ruolo difensore.

## Carriera
Vincitore di quattro titoli nazionali, quattro Coppe del Portogallo e due Supercoppe del Portogallo col Benfica, ha disputato da titolare col la nazionale portoghese sia gli Europei 1984 (nei quali i lusitani raggiunsero le semifinali), sia i Mondiali 1986.

## Palmarès

### Giocatore

#### Competizioni nazionali
- Campionato portoghese: 4

Benfica: 1982-1983, 1983-1984, 1986-1987, 1988-1989
- Coppa del Portogallo: 4

Benfica: 1982-1983, 1984-1985, 1985-1986, 1986-1987
- Supercoppa di Portogallo: 2

Benfica: 1985, 1989

### Allenatore

#### Competizioni nazionali
- Segunda Liga: 1

Gil Vicente: 1998-1999
- Girabola: 1

Interclube: 2010
- Coppa d'Angola: 1

Interclube: 2011